# Antje Feiks

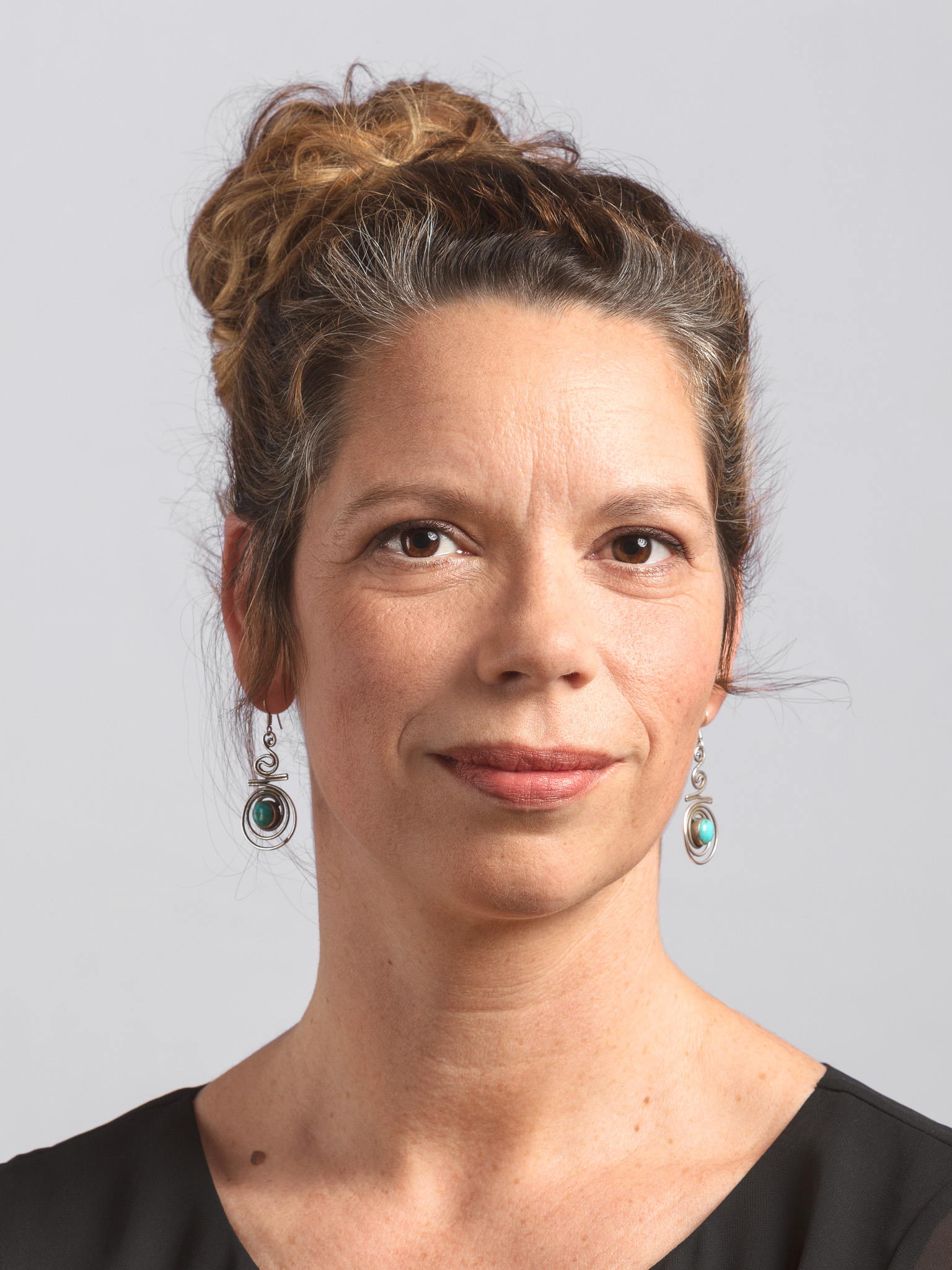
Antje Feiks (2019)

Antje Feiks (* 23. Februar 1979 in Riesa) ist eine deutsche Politikerin (Die Linke). Sie war von 2017 bis 2024 Abgeordnete des Sächsischen Landtags und von 2017 bis 2019 Landesvorsitzende von Die Linke Sachsen.

## Leben
Nach einem abgebrochenen Studium der Rechtswissenschaften an der TU Dresden absolvierte Feiks ab 2001 ein duales Studium der Betriebswirtschaftslehre an der Berufsakademie Dresden. Nach einem Intermezzo bei einem Reiseveranstalter in Frankfurt am Main kehrte sie 2006 nach Sachsen zurück, wo sie in der Landesgeschäftsstelle des Landesverbandes Die Linke Sachsen eine Elternzeitvertretung übernahm. Von 2009 bis 2017 war Feiks Landesgeschäftsführerin der Partei.
Bei der Landtagswahl in Sachsen 2014 verpasste Feiks auf Listenplatz 31 zunächst den Einzug in den Sächsischen Landtag, rückte nach der Mandatsniederlegung Falk Neuberts am 1. September 2017 in das sächsische Landesparlament nach. Bei der Landtagswahl 2019 kandidierte sie im Wahlkreis Erzgebirge 4 und zog über Platz 3 der Landesliste in den Landtag ein. Bei der Landtagswahl 2024 kandidierte sie im Wahlkreis Vogtland 2 und auf Platz 11 der Landesliste, verfehlte jedoch den Wiedereinzug in den Landtag. In der Linksfraktion war sie für die Themenbereiche Medien, Netzpolitik, Datenschutz, Tourismus sowie ländlicher Raum zuständig.
2015 kandidierte Feiks bei der Landratswahl des Erzgebirgskreises gegen den Amtsinhaber Frank Vogel (CDU) und erreichte 19,0 %  der Wählerstimmen.
Am 4. November 2017 wurde sie – auf Vorschlag des bisherigen Amtsinhabers Rico Gebhardt – in einer Kampfabstimmung gegen André Schollbach zur Landesvorsitzenden der sächsischen Linken gewählt. Sie amtierte bis 2019.